# Frühgeschichte Clevelands
Die Frühgeschichte Clevelands, also die Entwicklung der menschlichen Zivilisation vor der Ankunft der europäischen Siedler auf dem Gebiet der Stadt Ende des 18. Jahrhunderts, lässt sich bis etwa 10500 v. Chr. zurückverfolgen. Nomadische Kulturen der Paläo-Indianer und der Archaischen Periode sowie zunehmend sesshafte der Woodland-Periode ließen sich nachweisen. Innerhalb der Woodland-Periode sind ferner die Adena-, die Hopewell- sowie die Whittlesey-Kultur zu unterscheiden. Die Geschichte der frühen Kulturen in der Region Cleveland steht dabei in engem Zusammenhang mit der Entwicklung im kulturell impulsgebenden Gebiet des Ohio und des Mississippi.

## Paläo-Indianer

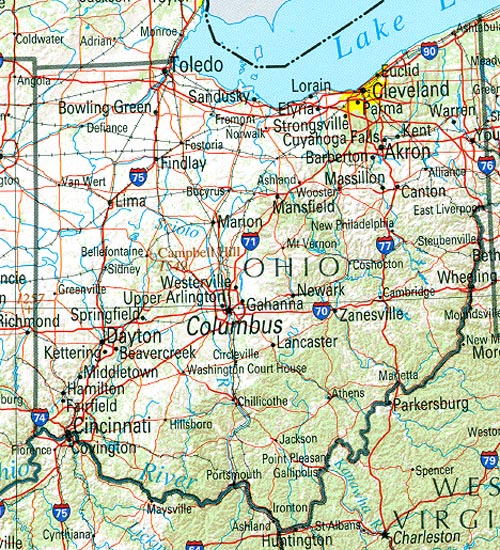
Karte Ohios

Am Ende der letzten Kaltzeit, die auf der Südseite des Erie-Sees um 13.000 v. Chr. endete, dominierte zunächst eine feucht-kalte Tundrenlandschaft, die rund 2.500 Jahre später so weit getrocknet war, dass eine Fauna entstanden war, die von Karibuherden, aber auch Elchen, Wölfen, Bären und Jaguaren dominiert wurde.
Die ältesten menschlichen Spuren der Paläo-Indianer reichen von 10500 bis 7500 v. Chr. zurück. Im Medina County fand sich eine Ansiedlung, die auf die Zeit zwischen 9200 und 8850 v. Chr. datiert werden konnte. Die Werkzeugüberreste bestanden überwiegend aus Feuerstein aus Indiana.

## Archaische Periode
Ab etwa 7500 v. Chr. hob sich der Wasserspiegel des Erie-Sees, die Temperaturen stiegen, so dass sich zwischen 7000 und 4500 v. Chr. ein dem heutigen Klima ähnliches stabilisierte. Die Zahl der Bewohner, Angehörige der Frühen Archaischen Periode, nahm zu. Sie lassen sich vor allem in den Flusstälern und an den Seeufern nachweisen, wo sie in voneinander getrennten Großfamilien lebten. Doch fanden sie sich während der warmen Jahreszeit zu saisonalen Jagd- und Sammelzügen zusammen. Zwar entstanden komplexere Werkzeuge, doch weiterhin bestand eine Abhängigkeit von eher minderwertigem Feuerstein. Wichtige Fundstätten sind Old Lake Abraham bog, sowie Stellen am Big Creek, Cahoon Creek, Mill Creek und Tinker’s Creek. Eine größere Siedlung bestand im äußersten Westen der Stadt, wo der Hilliard Boulevard den Rocky River überquert. Die wichtigsten Überreste liegen aber vermutlich unter der Stadt Cleveland selbst.
In der Mittleren Archaischen Periode (4.500 bis 2.000 v. Chr.) nahm die Bevölkerung weiter zu, Abschlagklingen, Messer, Kratzer und Bohrer wurden weiterentwickelt. Offenbar lebten die Gruppen nun länger zusammen und blieben auch länger am selben Ort. Fundstellen gab es am oberen Cuyahoga, Rocky River, Chippewa Creek, Tinker’s Creek und Griswold Creek. Erste Begräbnisstätten weisen einfache Grabbeigaben auf, die meist aus einem Werkzeug oder einem Anhänger bestanden.
Die Späte Archaische Periode (2.000 bis 500 v. Chr.) ist durch ein im Vergleich zu heute erheblich wärmeres Klima gekennzeichnet. Erstmals lassen sich abgrenzbare Territorien nachweisen, innerhalb derer die saisonalen Wanderungen inzwischen größerer Gruppen stattfanden. Dabei spielten nunmehr Nüsse eine erheblich größere Rolle, dazu kam einfacher Gartenbau, in dessen Mittelpunkt der Kürbis stand. Außerdem entwickelte sich ein Fernhandel für Rohstoffe und verfeinerte Produkte, die zum Teil als Grabbeigaben Verwendung fanden. Der größte Friedhof fand sich am Zusammenfluss des westlichen und des östlichen Arms des Rocky River. Die Toten wurden mit rotem Ocker bestrichen und in kreisförmigen Bodenhöhlen beigesetzt. Bei diesen wiederum zeigen sich deutliche Statusunterschiede. Gegenstände aus Muscheln, aber auch Pfeifen aus ausgehöhlten Röhren kamen auf. Dazu kamen mensch- und tierförmige Objekte sowie die Speerschleuder, der Atlatl.

## Woodland-Periode
In der Frühen und Mittleren Woodland-Periode (500 v. Chr. bis 100 n. Chr. und 100 bis 700 n. Chr.) wurden zeremonieller Austausch und Begräbnissitten weiterentwickelt. Erstmals tauchte einfache Tonware auf. Auf der Grundlage verschiedener Kürbisrten begann eine dörfliche Gartenwirtschaft. Zu zeremoniellen Zwecken wurde auch Mais gebraucht, doch spielte er als Grundnahrungsmittel noch keine Rolle. Erste Monumentalbauten, sogenannte Mounds, wurden errichtet, für die besonders die Mitte und der Süden Ohios weltbekannt sind. Sie standen meistens erhöht und überblickten die Hauptwasserwege. Der am Westende des Erie-Friedhofs an der Eagle Street gelegene Mound stammt wohl bereits aus der frühen Adena-Kultur. Im Cuyahoga-Tal östlich von Tinker’s Creek fanden sich weitere Mounds.

### Hopewell-Kultur
Die Mittlere Woodland-Periode weist eine noch höhere Bedeutung des Gartenbaus auf, besonders beim nun stärker vertretenen Mais. Die Hopewell-Kultur mit ihren entwickelten Erdwerken großer Begräbnis-Mounds konzentrierte sich im Süden Ohios, doch auch im nördlicheren Summit County werden Hügel untersucht. Um Cleveland fanden sich Projektilspitzen, Messer und Tonwaren vom Hopewell-Typ. In einem Mound südlich von Brecksville fand sich eine große Kiste mit Handelswaren in einer sechsseitigen Steingruft. Ein kleinerer Mound zwischen Willowick und Eastlake, also östlich von Cleveland, weist Speerspitzen aus Südwest-Illinois auf, andere weisen Spitzen aus Arkansas auf – all dies Anzeichen für einen weitläufigen Handels- und Geschenkverkehr. Im Stadtgebiet von Cleveland dürften die meisten Artefakte zerstört worden sein, oder sie sind zurzeit unerreichbar. An den Wasserwerken an der Division Avenue hat sich wahrscheinlich ein Mound befunden, und eine Hopewell-Speerspitze wurde dort gefunden.
Nach 400 wurde der Mais vorherrschend, ebenso nahm die Zahl der voneinander unabhängigen Gruppen wieder zu. Im Süden und Osten von Cleveland fanden sich nur wenige Lagerplätze an geschützten Stellen, und Mounds wurden nicht mehr gebaut. Es überwogen Winterdörfer, die vor allem am Cuyahoga, Rocky und Lower Chagrin River entdeckt wurden. Kleine, runde Häuser mit einer oder zwei Feuerstellen, dazu kleinen Vorratslöchern dominierten nun. Aus dieser Phase finden sich auch Schmuckstücke aus Geweih und Knochen. Im Frühjahr versammelten sich große Lager zum Fischfang und zum Sammeln von Pflanzen. Wo heute das Baseballstadion Jacobs Field anzutreffen ist, wurde 1886 ein kleines Lager gefunden.
Zwischen 1000 und 1200 kamen ovale Häuser mit Einpfostenkonstruktionen auf. Beerdigungszeremonien wurden nun weniger aufwändig. Die Toten setzte man innerhalb der Dörfer bei, Grabbeigaben waren selten. Sie bestanden eher aus persönlichen Gegenständen, wie Schmuck.

### Whittlesey-Kultur (nach 1200)
Zwischen 1200 und 1600 machte sich mittelamerikanischer Einfluss bemerkbar. Die Wirtschaftsform der Zeit war Landwirtschaft, die Lebensform das Großdorf. Neue Tonwaren, neue Hausbaustile kamen hinzu, die Bedeutung der Bohnen als Nahrungsmittel nahm stark zu. Im Süden Ohios, bei den Stämmen der Fort-Ancient-Kultur, auf die die Shawnee zurückgeführt werden, war dieser Einfluss noch stärker. Die Regionen um den Black River und die um Sandusky River und von den Lake Erie Islands westwärts unterschieden sich nun ganz erheblich im archäologischen Befund von denen um Cleveland und ostwärts.
Diese späte Waldland- oder Mississippi-Kultur wird als Whittlesey-Kultur bezeichnet. Benannt ist sie nach Colonel Charles Whittlesey, der als Erster von zahlreichen Fundstellen berichtete. Die frühe Whittlesey-Periode zwischen 1200 und 1350 weist eine ausgeglichene Gesellschaft von Jägern, Fischern und Sammlern mit begrenztem Gartenbau auf. Je drei oder vier Familien bewohnten ein Dorf in der kalten Jahreszeit.
Zwischen 1350 und 1500 verlagerte sich das Schwergewicht auf Gartenbau, vor allem Bohnen und neue Maissorten spielten dabei eine wichtige Rolle. Größere Dörfer wurden von Sommer bis Herbst bewohnt, kleinere Fischereistationen herrschten im Herbst und Winter vor. Manchmal wurden hier Friedhöfe angelegt. Im Laufe dieser Phase wurden die kleinen Stationen und Lager jedoch immer unbedeutender und seltener. Die Dörfer entwickelten eine eigene Hausbauweise, die die runden wigwamartigen Bauten ablöste. Die neuen Häuser wurden größer, regelmäßiger und eher rechteckig, die Dörfer wurden zu festungsartigen Städten.
Offenbar gab es nun Gebiete, die einer Abstammungslinie gehörten, dazu zählten auch Familienfriedhöfe. In der späten Whittlesey-Kultur wurden die Friedhöfe außerhalb der nun permanent bewohnten Dörfer, jedoch in ihrer Nähe angelegt. Grabbeigaben wurden selten.
Die späte Whittlesey-Periode, die um 1500 begann, ist durch dauerhafte, befestigte Dörfer gekennzeichnet, die aus Langhäusern bestanden, in denen mehrere Familien lebten. Schwitzhütten sind nun nachweisbar, die in vertieften pit houses, in Grubehäusern angelegt wurden. Im Cuyahoga-Tal ließen sich Dörfer im Abstand von etwa 13 km nachweisen, doch sind die noch von Whittlesey bezeugten Orte in Cleveland und auf den Cuyahoga Heights verschwunden. Offenbar handelte es sich um eine kriegerische Phase, denn die Dörfer waren stärker befestigt, es finden sich Spuren von Tötungen.

## Verschwinden der Indianer bis 1640
Es scheint, als sei die Bevölkerung bis etwa 1640 stark rückläufig gewesen. Dies mag zum einen an der kleinen Eiszeit von 1500 bis 1640 gelegen haben, möglicherweise aber auch an militärischen Auseinandersetzungen innerhalb der Gruppe oder mit den Nachbarn, also Algonkin oder Irokesen. Es scheint sogar so zu sein, dass die Region um Cleveland zwischen 1640 und 1740 unbewohnt war, denn ab 1640 lassen sich keine Siedlungen mehr nachweisen. Auch spielten die Gruppen keinerlei Rolle im beginnenden Pelzhandel mit den Europäern. Um 1740 zogen Teile der Wyandot (Huronen) und der Ottawa von Detroit aus westwärts.
Auch die häufig als Bewohner der Region angenommenen Erie lebten wohl nur zwischen Erie und Buffalo, doch wohl nie weiter westlich als etwa die heutige Grenze zwischen New York und Pennsylvania. Von den Wenro, die südlich oder westlich des Erie-Sees lebten, heißt es, sie sprachen eine Irokesensprache. Die um 1640 verschwundenen Stämme weisen aber eher kulturelle Merkmale der Algonkin auf, die nun meist noch weiter im Westen lebten.

## Weiterführende Informationen